# Spyros Skouras
 (mars 2019).
Si vous disposez d'ouvrages ou d'articles de référence ou si vous connaissez des sites web de qualité traitant du thème abordé ici, merci de compléter l'article en donnant les références utiles à sa vérifiabilité et en les liant à la section « Notes et références ».
Spyros P. Skouras (né le 28 mars 1893 à Skourohorion, en Grèce et mort le 16 août 1971  à Mamaroneck, dans l'État de New York) est un producteur de cinéma américain, président de la Twentieth Century Fox de 1942 à 1962.

## Biographie
Spyros Skouras a par exemple produit Cléopâtre avec Elizabeth Taylor, ou Century City.